# Ficus rzedowskiana
Ficus rzedowskiana är en mullbärsväxtart som beskrevs av Hernandez Servando Carvajal och Cuev.-fig.. Ficus rzedowskiana ingår i släktet fikonsläktet, och familjen mullbärsväxter. Inga underarter finns listade i Catalogue of Life.